# エドガル・ベニテス
エドガル・ミルシアデス・ベニテス・サンタンデル（Édgar Milciades Benítez Santander,1987年11月8日 - ）は、パラグアイ・レパトリアシオン出身のサッカー選手。リーガ・パラグアージャ・クラブ・リベルタ所属。ポジションはMF、FW。パラグアイ代表。

## 経歴

### クラブ
ドセ・デ・オクトゥブレのユースチームでキャリアをスタート。2005年にクラブ・リベルタへ移籍し2度の優勝を経験するが出場機会は少なく、2008年にクラブ・ソル・デ・アメリカへ移籍。レギュラーとなった。2008年12月にCFパチューカへの移籍が発表された。パチューカ移籍当初は控えだったもののその後レギュラーに定着し、2009-10シーズンのCONCACAFチャンピオンズリーグでは4位タイの5得点を挙げ優勝に貢献した。

### 代表
2008年10月15日の2010 FIFAワールドカップ・南米予選のペルー戦で代表初出場。この試合の決勝点はベニテスとオスカル・カルドソのいずれが挙げた得点か判断しにくいものであったが、翌日にカルドソの得点であると発表された。2009年3月1日のエクアドル戦の後半ロスタイムに代表初得点となる同点ゴールを挙げ、引き分けに持ち込む活躍をみせた。2010 FIFAワールドカップパラグアイ代表にも選出され、グループリーグ第3戦のニュージーランド戦と決勝トーナメント1回戦の日本戦の2試合に出場した。

## 代表歴

### 出場大会
- パラグアイ代表
  - 2010 FIFAワールドカップ

### 試合数
- 国際Aマッチ 56試合 8得点（2008年-2017年）[3]

| パラグアイ代表 | 国際Aマッチ | 国際Aマッチ |
| 年             | 出場        | 得点        |
| -------------- | ----------- | ----------- |
| 2008           | 2           | 0           |
| 2009           | 10          | 1           |
| 2010           | 5           | 0           |
| 2011           | 4           | 1           |
| 2012           | 10          | 2           |
| 2013           | 5           | 2           |
| 2014           | 3           | 0           |
| 2015           | 11          | 1           |
| 2016           | 5           | 1           |
| 2017           | 1           | 0           |
| 通算           | 56          | 8           |

### 得点
| #   | 日時           | 場所                                                             | 対戦相手   | スコア | 最終結果 | 大会                              |
| --- | -------------- | ---------------------------------------------------------------- | ---------- | ------ | -------- | --------------------------------- |
| 1.  | 2008年10月15日 | エスタディオ・ディフェンソーレス・デル・チャコ、アスンシオン     | ペルー     | 1 – 0  | 1 – 0    | 2010 FIFAワールドカップ・南米予選 |
| 2.  | 2009年4月1日   | エスタディオ・オリンピコ・アタウアルパ、キト                     | エクアドル | 1 – 1  | 1 – 1    | 2010 FIFAワールドカップ・南米予選 |
| 3.  | 2011年6月4日   | エスタディオ・ラ・ポルターダ、ラ・セレナ                         | ボリビア   | 0 – 2  | 0 – 2    | 国際親善試合                      |
| 4.  | 2011年12月21日 | エスタディオ・ラ・ポルターダ、ラ・セレナ                         | チリ       | 1 – 1  | 3 – 2    | 国際親善試合                      |
| 5.  | 2012年2月15日  | エスタディオ・フェリシアーノ・カセレス、ルケ                     | チリ       | 1 – 0  | 2 – 0    | 国際親善試合                      |
| 6.  | 2012年2月22日  | エスタディオ・ディフェンソーレス・デル・チャコ、アスンシオン     | グアテマラ | 1 – 0  | 2 – 1    | 国際親善試合                      |
| 7.  | 2013年3月22日  | エスタディオ・センテナリオ、モンテビデオ                         | ウルグアイ | 1 – 1  | 1 – 1    | 2014 FIFAワールドカップ・南米予選 |
| 8.  | 2013年10月12日 | ポリデポルティボ・デ・プエブロ・ヌエボ、サン・クリストバル       | ベネズエラ | 1 – 1  | 1 – 1    | 2014 FIFAワールドカップ・南米予選 |
| 9.  | 2015年6月16日  | エスタディオ・レヒオナル・デ・アントファガスタ、アントファガスタ | ジャマイカ | 1 – 0  | 1 – 0    | コパ・アメリカ2015                |
| 10. | 2016年3月29日  | エスタディオ・ディフェンソーレス・デル・チャコ、アスンシオン     | ブラジル   | 2 – 0  | 2 – 2    | 2018 FIFAワールドカップ・南米予選 |

## タイトル
リベルタ
- プリメーラ・ディビシオン : 2006, 2007

パチューカ
- CONCACAFチャンピオンズリーグ : 2009-10

セロ・ポルテーニョ
- プリメーラ・ディビシオン 2012 アペルトゥーラ

ケレタロ
- コパMX 2016 アペルトゥーラ